# Cantone di Rougé
Il Cantone di Rougé era una divisione amministrativa dell'arrondissement di Châteaubriant.
È stato soppresso a seguito della riforma complessiva dei cantoni del 2014, che è entrata in vigore con le elezioni dipartimentali del 2015.
Comprendeva i comuni di:
- Fercé
- Noyal-sur-Brutz
- Rougé
- Soulvache
- Villepot